# Michał Szpak
Michał Szpak (* 26. November 1990 in Jasło) ist ein polnischer Sänger.

## Leben und Wirken
Er nahm 2011 an der ersten Staffel der polnischen Version der Castingshow X Factor teil, wo er den zweiten Platz erreichte. Im selben Jahr nahm er an Taniec z gwiazdami teil, dem polnischen Let’s Dance, wo er den  fünften Platz erreichte. 2015 erschien sein Debütalbum. Am 5. März 2016 gewann er mit dem Lied Color of Your Life den polnischen Vorentscheid für den Eurovision Song Contest. Er vertrat damit sein Heimatland beim Eurovision Song Contest 2016 in Stockholm und erreichte den achten Platz im Finale, wobei er einen dritten Platz bei den Zuschauerstimmen und den 25. Platz bei den Jurys erreichte.

## Diskografie

### Alben
- 2011: XI (EP)
- 2015: Byle być sobą
- 2018: Dreamer

### Singles
- 2016: Color of Your Life (PL: Diamant)
- 2017: Jesteś bohaterem (PL: Gold)